# Pandolfo I Malatesta
Pandolfo I Malatesta, figlio di Malatesta da Verucchio (... – 1326), conquistò la città di Pesaro e si fece eleggere podestà.

## Biografia
Era figlio di Malatesta da Verucchio. Occupò anche Senigallia e Fossombrone, e nel 1306, riuscì ad impossessarsi di Fano, che pose a saccheggio per vendicarsi della resistenza oppostagli. Fattosi eleggere podestà volle nelle sue mani tutto il governo, ma poco dopo venne cacciato dagli stessi fanesi istigati da Bertrand di Goth (omonimo e nipote di papa Clemente V), rettore della Marca, così seguirono Senigallia e Pesaro. Della città di Pesaro riuscì a rimpossessarsene nel 1312, ma soltanto otto anni dopo ne ebbe la signoria.
Nel 1313 con pochi accoliti entrò segretamente in Fano e fece uccidere e gettare dalle finestre del palazzo del comune molti fra i principali cittadini. Occupò la rocca e governò da tiranno, ma per le crudeltà commesse fu costretto a fuggire dal popolo che si sollevò. Poco dopo occupò le saline di Cervia.
Nel 1317 successe al fratello Malatestino I nella signoria di Rimini, ma dovette lottare con il rettore pontificio.
Combatté anche una piccola guerra coi sammarinesi, sopita con il trattato di pace del 2 ottobre 1322.
Un suo nipote, il conte di Giaggiolo Uberto Malatesta, figlio di Paolo il Bello, aiutato dal conte Federico di Urbino, nel 1321 aveva fatto una rapida incursione sul territorio riminese, saccheggiando e occupando alcuni castelli. Pandolfo si vendicò aiutando i guelfi di Urbino a cacciare i ghibellini. Riuscì a penetrare in Fano, profittando delle discordie nella città, e per breve tempo ne fu signore.
I fanesi vollero finire con Pandolfo e chiesero aiuto ai veneziani. Questi aderirono, ma vennero impediti dal papa, molto amico di Pandolfo, e minacciati di guerra e di scomunica.
Nel 1324 fu nominato cavaliere da Odet de Foix, visconte di Lautrec, ma questi ebbe contro di sé gli urbinati, che preferirono i loro antichi dominatori, i Feltreschi. Pandolfo mosse contro Urbino, ma fu vinto dal conte di Montefeltro.
Nel 1324 fece uccidere Uberto nel suo castello di Ceola, presso Roncofreddo, e il suo cadavere chiuso in un sacco venne portato a Mercato Saraceno e abbandonato nella piazza.
Morì due anni dopo nel 1326 venendo succeduto dal nipote Ferrantino Malatesta.

## Discendenza
Sposò Taddea da Rimini (n. 1267) e fu padre di:
- Malatesta III Malatesta
- Galeotto I Malatesta
- Caterina Malatesta

## Ascendenza
|                                    |   |          | Genitori |  |  | Nonni                 |  |  | Bisnonni         |  |
|                                    |   |          |          |  |  | Malatesta I Malatesta |  |  | Malatesta Minore |  |
|                                    |   |          |          |  |  | Malatesta I Malatesta |  |  | Malatesta Minore |  |
|                                    |   | Alaburga |          |  |  | Malatesta I Malatesta |  |  |                  |  |
| Malatesta da Verucchio             |   |          |          |  |  | Malatesta I Malatesta |  |  |                  |  |
|                                    |   | Adelasia | …        |  |  |                       |  |  |                  |  |
|                                    |   | Adelasia | …        |  |  |                       |  |  |                  |  |
|                                    |   | Adelasia | …        |  |  |                       |  |  |                  |  |
| Pandolfo I Malatesta               |   | Adelasia |          |  |  |                       |  |  |                  |  |
|                                    | … | …        |          |  |  |                       |  |  |                  |  |
|                                    | … | …        |          |  |  |                       |  |  |                  |  |
|                                    | … | …        |          |  |  |                       |  |  |                  |  |
| Margherita Paltenieri di Monselice | … |          |          |  |  |                       |  |  |                  |  |
|                                    |   | …        | …        |  |  |                       |  |  |                  |  |
|                                    |   | …        | …        |  |  |                       |  |  |                  |  |
|                                    |   | …        | …        |  |  |                       |  |  |                  |  |
|                                    |   | …        |          |  |  |                       |  |  |                  |  |